# Forastero
 (décembre 2015).
Si vous disposez d'ouvrages ou d'articles de référence ou si vous connaissez des sites web de qualité traitant du thème abordé ici, merci de compléter l'article en donnant les références utiles à sa vérifiabilité et en les liant à la section « Notes et références ».
Le Forastero est l'un des cultivars de cacaoyers les plus cultivés. Originaire d'Amérique centrale et du Mexique, il représente 80 % de la production mondiale.

## Description
Il se distingue par ses cabosses jaunes à violet foncé (selon la maturité), de forme ronde à la peau lisse, ainsi que par ses graines aplaties de couleur pourpre et au goût amer.

## Culture
Il s'agit, à ce jour, du cacaoyer le plus robuste et le plus facile à cultiver, car il résiste bien aux maladies. Il offre également l'avantage d'avoir des rendements également plus importants que la variété concurrente, le Trinitario. Les cabosses de ce cacao ont un arôme plus fort, plus acide aussi, et le cacao Forastero est souvent appelé « cacao en vrac », car il donne au chocolat un arôme typique.
Cultivé en Afrique occidentale, Brésil et Équateur, représentant 80 % de la production mondiale, il est originaire d'Amazonie et donne des fruits à cabosse jaune et à l'amande pourpre-violette. Chaque cabosse contient entre trente et quarante fèves. Le Nacional est un dérivé du Forastero.

## Utilisation
Ingrédient de base de la plupart des chocolats, il peut représenter jusqu'à 80 % d'un mélange de cacao.